# Высший орден Святого Благовещения

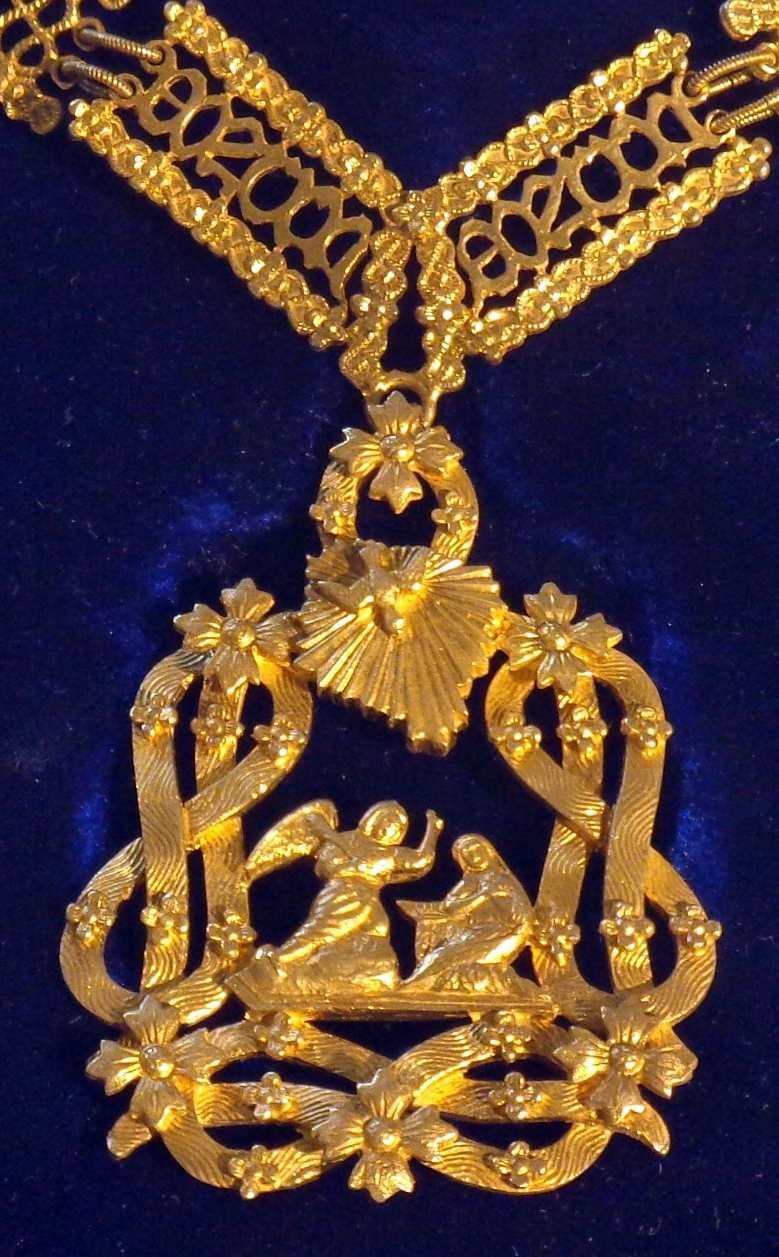
Знак ордена

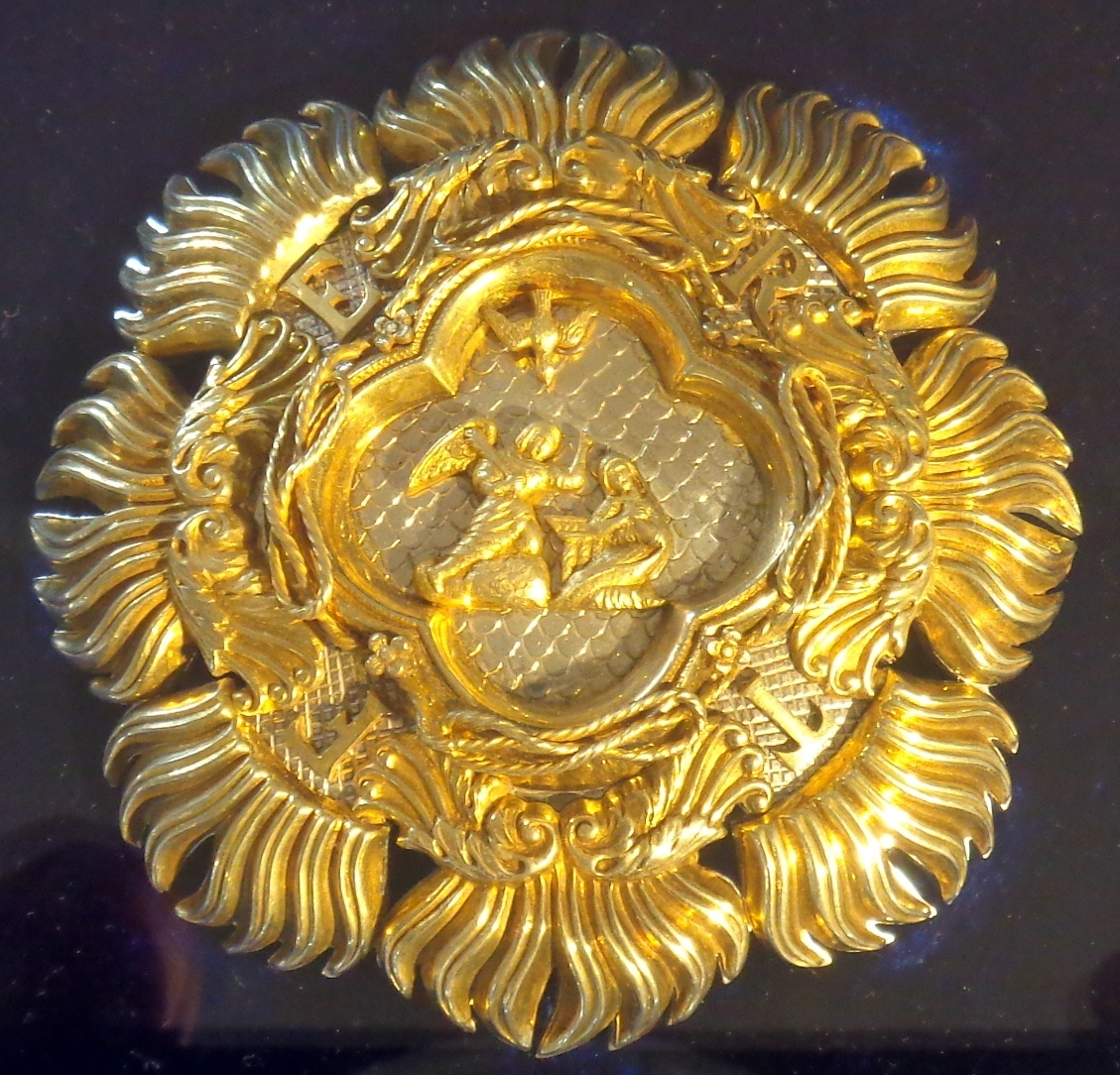
Звезда ордена

Высший орден Святого Благовещения или Орден Аннунциаты (итал. Ordine Supremo della Santissima Annunziata) — высший орден Савойского дома и Итальянского Королевства. Кавалеры ордена автоматически становились кавалерами Большого креста ордена Святых Маврикия и Лазаря, а в дальнейшем (с 1868 года) и кавалерами Большого креста ордена Короны Италии.

## История ордена

### Орден Цепи
Учреждён в 1362 году Амадеем VI, графом Савойским (1343—1383 гг.) под названием ордена Цепи (итал. Ordine del collare). Орден учреждён по случаю бракосочетания сестры графа Бьянки с Галеаццо Висконти.
Амадей VIII Миролюбивый (1391—1451 гг.) в 1409 году учредил устав ордена, дополненный в 1431 и 1433 гг. В этом уставе определялось что число рыцарей, не превышающее пятнадцати, символизирует пятнадцать радостей девы Марии.
Храмом ордена был определён храм Пьер Шатель. В нём находятся могилы первых кавалеров.
Жизнь рыцарей определялась религиозными правилами, были предусмотрены особые процедуры посвящения, похорон и завещания имущества.
Рыцари были обязаны всегда носить знаки ордена и не состоять в других орденах.
В 1433 году было предусмотрено изгнание из ордена, которому подвергались братья, совершившие проступки против чести, честности и лояльности. За всю историю ордена из него были изгнаны четверо: первым в XVII веке был Филиберто Ферреро Фьески, принц Массерано, виновный в оказании помощи испанцам против герцога, последним — Бенито Муссолини в 1943 году.

### Орден Благовещения

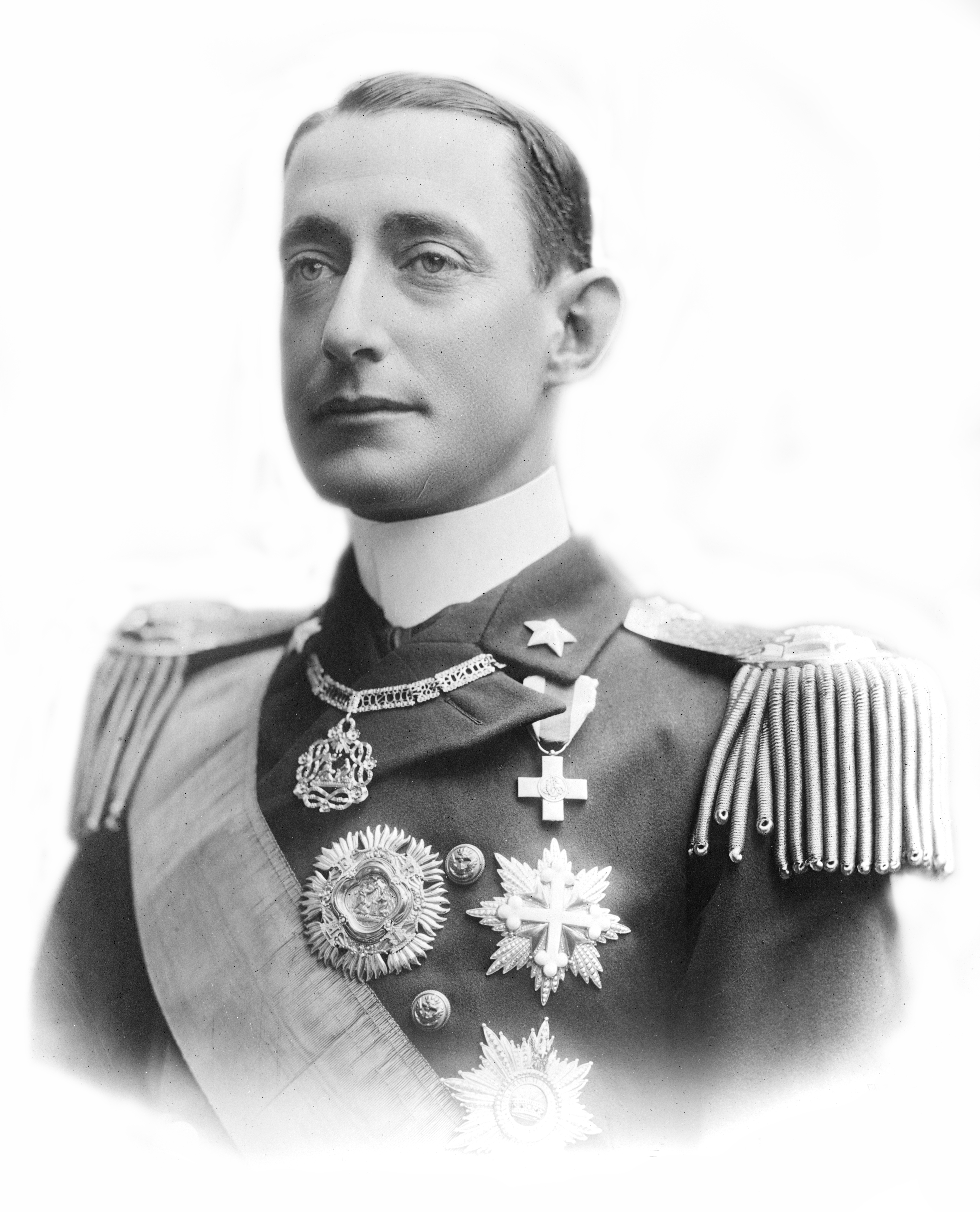
Людовик Амадей, герцог Абруццкий со знаками ордена Аннунциаты

В 1518 году герцог Карл III Добрый дал ордену наименование ордена Благовещения (Аннунциаты). Число рыцарей установлено в количестве 20 человек.
В этот же период орден был провозглашен суверенным, что выводило орден из-под юрисдикции обычной магистратуры.
В 1570 и 1577 годах герцог Эммануил Филиберт продолжил преобразования ордена, в частности, исключил из максимального числа в двадцать рыцарей наследного принца и самого герцога.
Претенденты должны были иметь знатность происхождения минимум в пятом поколении. Новый устав также вводит все больше привилегии для рыцарей. Они все являются сенаторами, никто не властен над ними, кроме суверена, они освобождаются от налогов. Тогда же храмом ордена стала церковь Камальдолези в Турине.
С 1721 года орден стал принадлежать Сардинскому королевству и существовал без изменений вплоть до 1840 года, когда король Сардинии Карл Альберт объявил храмом ордена монастырь Колленьо, так было до 1855 года, когда Виктор Эммануил II переместил храм ордена в Палатинскую капеллу королевского дворца в Турине.
С 1860 по 1946 год орден был высшим орденом Итальянского Королевства. С 1860 года Виктор Эммануил впервые нарушил правило о знатном происхождении кавалеров.
С 3 июля 1869 года ордену придан характер ордена заслуг. Теперь им могли быть пожалованы и те, кто не принадлежал к аристократии, за большие военные и гражданские заслуги перед монархией. Число рыцарей ордена, оставаясь официально не превышающим двадцати, фактически было увеличено тем, что из максимального числа были исключены духовные лица и иностранцы. Кавалеры ордена именовались кузенами короля и получали право именоваться «Превосходительство» (итал. eccellenza). Посвящение в орден теперь производилось не решением рыцарей, а решением короля, который лишь выслушивал мнение рыцарей. В некоторых случаях знаки ордена возлагались и на лиц некатолического вероисповедания, таковыми стали, например, в 1815 году герцог Веллингтон и в 1915 году принц Уэльский.
Королевским декретом от 25 августа 1876 года установлено, что Секретарём ордена надлежит быть Председателю Совета Министров.
Указом от 14 марта 1924 года Виктор Эммануил III установил, что к двадцати рыцарям ордена, кроме священнослужителей и иностранцев могут быть добавлены лица королевской крови по прямой линии до четвёртого колена.
Орден перестал признаваться в Италии после падения монархии и изгнания короля Умберто II, однако сохранился как династический орден и продолжает вручаться королём и его наследниками в изгнании.

## Знаки ордена

Цепь Высшего ордена Святого Благовещения на гербе Итальянского Королевства

Знаком ордена является шейная цепь, состоящая из «савойских узлов», перемежающихся розами и надписью FERT
К цепи крепился золотой знак ордена — три переплетенных «савойских узла». Происхождение роз как звеньев цепи связывают с золотой розой, которую папа Урбан V вручил графу Амедео VI в 1344 году. Роза символизирует девство Марии.
|           |
| Лента     |
| Cavaliere |

Первоначально цепь ордена была простой работы: золотой обруч, состоящий из двух закругленных пластин, которые застегивались сзади на шее с помощью крючка, на этих двух пластинах были отчеканены четыре надписи «F.E.R.T.». Спереди, на груди располагался знак ордена, который могла иметь вариации — по вкусу обладателя к ней могли быть добавлены изображения крестов, цветов и др. символов. Амадей VIII утвердил вид орденских знаков. Они состояли из серебряной позолоченной цепи и подвески-знака, состоящей из трех «савойских узлов», символизирующих нерасторжимый союз, и не должны были иметь других оставляющих. В цепи должно было быть пятнадцать роз.
В 1518 году герцог Карл III Добрый добавил на подвеску сцену Благовещения. Розы в цепи также изменились, отныне в цепи было семь красных и семь белых роз, а центральная роза стала наполовину белой и наполовину красной с золотыми шипами по краям.
В уставе Карла Эммануила было установлено, что орденский знак может носиться на цепи или без неё, с шелковым бантом, в зависимости от ситуации. В дальнейшем были введены разновидности цепи — большая и малая.
В 1869 году было официально утверждено использование большой и малой цепи. Большая цепь носилась в день Рождества Христова, в праздник Благовещения, во время национальных и дворцовых торжеств. Вместе с большой цепью была учреждена нагрудная звезда ордена, которую следовало носить вместе с большой цепью. Звезда носилась на левой стороне груди. Во всех остальных случаях предписывалось носить малую цепь без звезды. Большая цепь после смерти обладателя, кроме редких официально разрешенных случаев, возвращалась родственниками усопшего Королю. Каждая возвращенная цепь регистрировалась в списке кавалеров ордена.

## Современные кавалеры ордена
По состоянию на 2008 год кавалерами ордена являются:
- Виктор Эммануил Савойский, принц Неаполитанский
- Эммануил Филиберт Савойский, принц Венецианский
- Амадео Савойский д`Аоста
- Аймоне д`Аоста, герцог Апулийский (лишён ордена своим дядей принцем Виктором Эммануилом, но не признал этого решения)
- Император Японии Акихито
- Король Испании Хуан Карлос I
- Царь Болгарии Симеон II
- Кардинал Анджело Содано
- Посол Пеллегрино Чиги
- Король Греции Константин II
- Принц Александр Павлович Югославский
- Великий герцог Люксембургский Анри
- Король Румынии Михай I
- Принц Маврикий Гессенский
- Маркиз Альфредо Соларо дель Борго
- Принц Карл Вюртембергский
- Король Бельгии Альберт II
- Принц Мариано Уго цу Виндишгрец
- Цесаревич и Великий Князь Георгий Михайлович
- Наследный Принц Никола II Петрович-Негош Черногорский

## Русские кавалеры ордена
- 1800 год — Александр Васильевич Суворов
- 1844 год — Александр Аркадьевич Суворов
- 1857 год — Великие князья Константин Николаевич и Михаил Николаевич
- 1859 год — Министр иностранных дел Александр Михайлович Горчаков
- 1865 год — Великий князь Александр Александрович (будущий Император Александр III)
- 1869 год — Великий князь Владимир Александрович
- 1883 год — князь Владимир Долгоруков, генерал-губернатор Москвы и Наследник, Цесаревич и Великий князь Николай Александрович (будущий Император Николай II)
- 1890 год — Великие князья Георгий Александрович и Николай Константинович
- 1900 год — Великий князь Пётр Николаевич
- 1901 год — Великий князь Михаил Александрович
- 1902 год — Великие князья Константин Константинович, Дмитрий Константинович, Георгий Михайлович, Александр Михайлович, Князь императорской крови Георгий Максимилианович, 6-й герцог Лейхтенбергский
- 1909 год — Министр императорского двора и уделов, генерал-адъютант барон Владимир Фредерикс и Наследник, Цесаревич и Великий князь Алексей Николаевич
- 1911 год — Князь императорской крови Иоанн Константинович Романов
- 1976 год — Владимир Кириллович Романов